# Джанлука Малья
Джанлука Малья (італ. Gianluca Maglia, 12 грудня 1988) — італійський плавець.
Учасник Олімпійських Ігор 2012 року.
Призер Чемпіонату Європи з водних видів спорту 2012 року.